# Leucopogon corynocarpus
Leucopogon corynocarpus är en ljungväxtart som beskrevs av Otto Wilhelm Sonder. Leucopogon corynocarpus ingår i släktet Leucopogon och familjen ljungväxter. Inga underarter finns listade i Catalogue of Life.